# Аксіома регулярності
Аксіома регулярності (аксіома фундування) — одна з аксіом теорії множин Цермело — Френкеля (ZF) (з 1930). Спочатку була сформульована фон Нейманом для теорії множин фон Неймана — Бернайса — Геделя (NBG) (в 1925).
В будь-якій непорожній множині А є елемент B, що перетин А та B є порожньою множиною:
{\displaystyle \forall A(\exists B(B\in A)\rightarrow \exists B(B\in A\land \lnot \exists C(C\in A\land C\in B))).}
Якщо ввести операцію перетину множин {\displaystyle \cap \!}, то формулу можна спростити:
{\displaystyle \forall A(A\neq \varnothing \rightarrow \exists B(B\in A\wedge B\cap A=\varnothing )).}
Наслідком цієї аксіоми є твердження, що не існує множини, яка є елементом самої себе.
Аксіома регулярності найменш корисна аксіома ZF, оскільки всі результати можуть бути отримані і без неї, хоча вона інтенсивно використовується результатів про цілковий порядок та ординали.